# Шляхтич Олексій Костянтинович
Олексій Костянтинович Шляхтич (17 березня 1924, Антонівка — 22 грудня 1981, Київ) — радянський офіцер, Герой Радянського Союзу, в роки радянсько-німецької війни командир взводу 1285-го стрілецького полку 60-ї стрілецької дивізії 47-ї армії 1-го Білоруського фронту, лейтенант.

## Біографія
Народився 17 березня 1924 року в селі Антонівці Тальнівського району (нині Черкаської області) в селянській родині. Українець. Член КПРС з 1949 року. Закінчив сім класів неповної середньої школи та школу фабрично-заводського учнівства. Працював слюсарем на азотно-туковому заводі в Дніпродзержинську, потім у Ворошиловграді на заводі імені Жовтневої революції.
У 1941 році призваний до лав Червоної Армії. У боях радянсько-німецької війни з жовтня 1941 року. У 1944 році закінчив курси молодших лейтенантів. Воював на 1-му Білоруському фронті.
Відзначився при форсуванні річки Вісла 16 січня 1945 року в районі селища Новий-Двір, нині місто Новий-Двір-Мазовецький, північніше Варшави.
Під сильним артилерійським та кулеметним вогнем по розбитій кризі взвод О. К. Шляхтича в числі перших переправився через річку. На плацдармі брав участь у відбитті ряду запеклих контратак ворога. Потім бійці вибили противника з декількох укріплених позицій.
Указом Президії Верховної Ради СРСР від 27 лютого 1945 року за мужність і героїзм, проявлені при форсуванні Вісли і утриманні плацдарму на її західному березі лейтенанту Олексію Костянтиновичу Шляхтичу присвоєно звання Героя Радянського Союзу з врученням ордена Леніна і медалі «Золота Зірка» (№ 7430).
У 1946–1951 роках служив в органах держбезпеки. У 1951 закінчив курси удосконалення офіцерського складу і продовжував службу в армії. З 1968 року підполковник О. К. Шляхтич — в запасі. Жив у Києві. Помер 22 грудня 1981 року. Похований у Києві на Міському кладовищі «Берківці».
Нагороджений орденом Леніна, медалями.